# Gebr. Heinemann Maschinenfabriken
Die Gebrüder Heinemann Maschinenfabriken AG war ein mittelständisches Industrieunternehmen in St. Georgen im Schwarzwald, das durch seine Drehbänke Weltruf genoss. Es bestand bis in die 1990er Jahre.

## Geschichte
Das Unternehmen entstand 1836 aus einer  Schmiede. Später traten die Brüder Christoph, Heinrich und Jakob Heinemann die Nachfolge ihres Vaters an und bauten das Unternehmen stetig aus. Um 1880 beschäftigte das Unternehmen 60 Mitarbeiter und unterhielt eigene Büros in Chemnitz und Berlin.
Bis in die 1880er Jahre wurden neben Schmiede- und Schlosserarbeiten kleine Drehbänke, Handwerkszeuge für die Uhrmacherei, aber auch einzelne Uhrenbestandteile wie Zeiger und Ketten gefertigt. Später wurden größere Drehbänke für Mechaniker und Optiker, Revolverdrehbänke und Fräsmaschinen für industrielle Artikel, sogenannte „Excenterpressen“, und in neuerer Zeit Vielstahldrehbänke und anspruchsvolle Maschinenwerkzeuge hergestellt.
Christoph Heinemann wurde für seine Verdienste in der Maschinenfabrikation u. a. mit dem badischen Orden vom Zähringer Löwen geehrt und war Mitglied des VDI. Nachdem ein Sohn im Ersten Weltkrieg gefallen war, richtete die Familie Heinemann eine Stiftung zur Förderung talentierter Ingenieure aus finanziell schlecht gestellten Verhältnissen an der Großherzoglichen Badischen Baugewerkeschule, der späteren Badischen Höheren Technischen Lehranstalt (Staatstechnikum), ein. Die Stiftung bestand bis nach dem Zweiten Weltkrieg.
Die Spezialerzeugnisse erlangten Anfang des 20. Jahrhunderts Weltruf. Das Unternehmen spezialisierte sich in der Folge auf die Anfertigung von Vielstahldrehbänken. Darüber hinaus besaß das Unternehmen Forst, Ländereien und den St. Georgener Klosterweiher.
Wegen der Demontage durch Frankreich waren die ersten Jahre nach dem Zweiten Weltkrieg sehr schwierig. In den folgenden Jahren erwuchs daraus ein Vorteil, denn die Maschinen, die nun in der Firma standen, entsprachen dem neusten Stand der Technik.
Im Rahmen des deutschen Wirtschaftswunders gab es auch für die Fa. Gebr. Heinemann einen enormen Aufschwung, so dass Anfang der 1960er Jahre der damalige Firmenchef Hans Heinemann in Spanien Arbeiter anwarb, die in den folgenden Jahren mit zum weiteren Aufschwung der Firma beitrugen.
Ab den 1970er Jahren eröffneten sich ein neuer Absatzmarkt in der damaligen Sowjetunion. Ganze „Maschinenstraßen“ wurden von Heinemann dorthin geliefert.
1979 ging das Unternehmen erstmals Konkurs.
Zur Fa. Gebr. Heinemann gehörte zeitweise eine eigene Stromversorgung. In der Südostecke des Klosterweihers gab es über eine Schleuse einen Zugang zu einem ca. 300 Meter langen Kanal, der der B 33 entlang verlief. Er endete im Turbinenhaus. Dort erzeugte den Gegebenheiten entsprechend (Wassermenge, Gefälle) eine Francisturbine Strom. Bemerkenswert war ein museumsverdächtiger Fliehkraftregler, der mit der Turbine verbunden war. Das Gebäude steht noch heute. Turbine und Fliehkraftregler befinden sich nach wie vor im Keller und können besichtigt werden.
Es existieren drei „Heinemannvillen“. Die eine steht in der Friedrichstraße 21 und wurde von Christoph Heinemann im Jahr 1912 erbaut. Die zweite steht in der Friedrichstraße 25. Sie wurde von Wilhelm Heinemann 1916 erbaut (Architekt war Armand Weiser). Die Villa Wilhelm Heinemann war zuletzt bewohnt von Harald Otto Heinemann und Hilde Heinemann, geb. von Leibitz-Piwnicki. Otto Heinemann war der Schwager des Schramberger Unternehmers Kurt Steim von den Kern-Liebers-Werken. Die Villa befand sich zur Hälfte im Besitz von Heinemanns Schwester Irene-Helene Kaiser, geb. Heinemann, die mit dem Villinger Uhrenindustriellen Oskar Johann Kaiser verheiratet war. Das Gebäude wurde in den 1990er Jahren von der Familie mangels Erben verkauft. Der Erbauer Wilhelm Heinemann war der Onkel des Heimatforschers Bartholomäus Heinemann. Die dritte sog. „Villa Heinemann“ steht in der Klosterbergstraße. Sie wurde von Hans Heinemann im Jahr 1960 gebaut und von der Familie bis 2005 bewohnt. Alle drei Häuser sind nach wie vor bewohnt. Eines davon ist zur Hälfte noch im Besitz der Familie.
Anfang des 21. Jahrhunderts wurden die Firmengebäude abgerissen. Der Nachlass der Familie Heinemann sowie Teile des Firmenarchivs befinden sich im Besitz des Geschichtsvereins St. Georgen.